# Hassan Bubacar Jallow
Hassan Bubacar Jallow   (Bansang, 14 d'agost de 1951) és un jutge gambià que va exercir com a jutge en cap de Gàmbia des de febrer de 2017. Va ser el fiscal del Tribunal Penal Internacional per a Rwanda (ICTR) del 2003 al 2015 i fiscal del mecanisme per a Tribunals Criminals Internacionals (MICT) del 2012 al 2016. Va exercir de ministre de Justícia i fiscal general del 1984 al 1994 sent president Dawda Jawara.
Hassan Bubacar Jallow va estudiar dret a la Universitat de Dar es Salaam a Tanzània el 1973, a la Nigerian Law School de Nigèria el 1976 i al University College de Londres el 1978.